# Fredric Pettersson (handbollsspelare)
Fredric Ulf Erik Pettersson, född 11 februari 1989 i Blidsbergs församling i Älvsborgs län, är en svensk handbollsspelare (mittsexa/försvarare).

## Klubblagskarriär
Fredrik Pettersson har IK Cyrus som moderklubb och spelade där till juniortidens slut 2008. 2008 valde han att spela för dåvarande svenska mästarna Hammarby. Han spelade för Hammarby i tre år men han vann inget mästerskap med klubben. Han var sedan proffs under 2 år i Århus håndbold innan han 2013 återvände till Sverige för att spela för IFK Kristianstad. Han vann under sina tre år i den klubben 2 SM-guld 2015 och 2016. Efter tre år i Skåne började han en proffskarriär i Frankrike där han spelat för Fenix Toulouse HB 2016-2018 och Montpellier HB 2018-2021 men återvände 2021 till Fenix Toulouse.

## Landslagskarriär
Fredric Pettersson spelade 15 ungdomslandskamper och stod för 25 mål i ungdomslandslaget. Han spelade alla matcherna 2009 med U-20 landslaget. Han debuterade 21 år gammal i A-landslaget mot Island. Han spelade sedan några landskamper framför allt 2013 innan han blev en ordinarie spelare i landslaget vid VM 2017.Han har sedan deltagit i alla mästerskap och har vunnit EM-silver 2018 i Kroatien och VM-silver 2021 i Egypten. Vid Europamästerskapet i handboll för herrar 2022 blev det en guldmedalj. Efter VM 2023 meddelades att Pettersson avslutar landslagskarriären.